# Sciapus euzonus
Espèce
Sciapus euzonus est une espèce de mouches de la famille des Dolichopodidae.

## Description
Dans sa description de 1859, Hermann Loew indique que l'holotype de cette espèce (un mâle) mesure environ 5,5 mm et présente des ailes de 4,6 mm,.

## Systématique
Le nom valide complet (avec auteur) de ce taxon est Sciapus euzonus (Loew, 1859).
L'espèce a été initialement classée dans le genre Psilopus sous le protonyme Psilopus euzonus Loew, 1859,.
Sciapus euzonus a pour synonymes :
- Psilopus euzonus Loew, 1859
- Sciapus eutarsus Schiner, 1860

## Publication originale
- (de) H. Loew, Neue Beiträge Zur Kenntniss Der Dipteren, vol. 6, Berlin, Mittler & Sohn, 1859, 50 p. (lire en ligne), p. 2.